# Coptops aedificator
Coptops aedificator är en skalbaggsart som först beskrevs av Fabricius 1793.  Coptops aedificator ingår i släktet Coptops och familjen långhorningar.
Artens utbredningsområde är:
- Kenya.
- Liberia.
- Madagaskar.
- Malawi.
- Nigeria.
- Filippinerna.
- Senegal.
- Seychellerna.
- Sri Lanka.
- Taiwan.

Inga underarter finns listade i Catalogue of Life.